# 全国高等学校野球選手権愛知大会
全国高等学校野球選手権愛知大会（ぜんこくこうとうがっこうやきゅうせんしゅけんあいちたいかい）は、愛知県で行われる全国高等学校野球選手権大会の地方大会。

## 歴史
1947年（第29回）まで愛知県勢は東海大会に参加。1915年（第1回）は三重県勢に決勝で敗れて全国大会出場を逃した愛知県勢だったが、1916年（第2回）から1935年（第21回）まで20回連続優勝するなど、府県レベルの大会にとどまった1941年（第27回）を除いて28回行われた東海大会は、愛知県勢の優勝24回、岐阜県勢の優勝3回、三重県勢の優勝1回と愛知県勢が圧倒していた。
| 年度                                | 参加県                 |
| ----------------------------------- | ---------------------- |
| 東海大会                            |                        |
| 1915年（第1回）                     | 愛知・岐阜・三重       |
| 1916年（第2回）                     | 静岡・愛知・岐阜・三重 |
| 1917年（第3回）                     | 愛知・岐阜・三重       |
| 1918年（第4回）                     | 静岡・愛知・岐阜・三重 |
| 1919年（第5回）                     | 愛知・岐阜・三重       |
| 1920年（第6回） - 1922年（第8回）   | 静岡・愛知・岐阜・三重 |
| 1923年（第9回） - 1940年（第26回）  | 愛知・岐阜・三重       |
| 1946年（第28回） - 1947年（第29回） | 愛知・岐阜・三重       |

1948年（第30回）から単独代表となり、1998年（第80回）から大会回数の下1桁が0となる記念大会に限り東愛知・西愛知の2代表となる。
2005年（第87回）の準決勝・決勝はナゴヤドームで行われた。地方大会の決勝がドーム球場で行われたのは全国初で、2006年（第88回）の決勝もナゴヤドームで行われた。2007年（第89回）は雨天順延等の影響で準々決勝がナゴヤドームで行われた。
地方大会の参加校数は1982年（第64回）から2009年（第91回）まで神奈川県が全国最多だったが、2010年（第92回）から愛知県が全国最多となった。その後、2012年から2014年および2017年は2位、2018年は全国最多タイ、2019年から単独で全国最多となっている。

## 使用球場
準々決勝以降（再抽選後）は、主に岡崎中央総合公園野球場で開催される。

### 現在
| 熱田                              | 瑞穂                              | 岡崎                          | 小牧                          | 一宮                          |
| --------------------------------- | --------------------------------- | ----------------------------- | ----------------------------- | ----------------------------- |
| 熱田球場 （愛知県名古屋市熱田区） | 瑞穂球場 （愛知県名古屋市瑞穂区） | 岡崎市民球場 （愛知県岡崎市） | 小牧市民球場 （愛知県小牧市） | 一宮市営球場 （愛知県一宮市） |
| 収容人数：13,000                  | 収容人数：18,600                  | 収容人数：20,000              | 収容人数：12,000              | 収容人数：3,200               |
|                                   |                                   |                               |                               |                               |

| 阿久比                              | 豊橋                          | 豊田                      | 刈谷                      | 春日井                            |
| ----------------------------------- | ----------------------------- | ------------------------- | ------------------------- | --------------------------------- |
| 阿久比球場 （愛知県知多郡阿久比町） | 豊橋市民球場 （愛知県豊橋市） | 豊田球場 （愛知県豊田市） | 刈谷球場 （愛知県刈谷市） | 春日井市民球場 （愛知県春日井市） |
| 収容人数：6,000                     | 収容人数：15,895              | 収容人数：7,900           | 収容人数：10,000          | 収容人数：6,000                   |
|                                     |                               |                           |                           |                                   |

- 熱田愛知時計120スタジアム（熱田神宮公園野球場）
- パロマ瑞穂野球場（名古屋市瑞穂公園野球場）
- 岡崎レッドダイヤモンドスタジアム（岡崎中央総合公園野球場）
- 小牧市民球場（小牧市総合運動場野球場）
- 平島公園野球場（一宮市営球場）[2]
- 阿久比球場（2005年 - 2019年、2022年 - ）
- 豊橋市民球場
- 豊田市運動公園野球場
- 刈谷球場
- 春日井市民球場

### 過去
- 半田市営半田球場（半田球場。 - 2004年）
- 津島市営球場（ - 2008年）
- ナゴヤドーム（2005年 - 2007年）
- ナゴヤ球場

## 日程
- 全国最多の参加校でありながら例年、非常に厳しい日程で行われている。6月末もしくは7月第1週に開幕し、海の日を越えて夏休みとなるまで平日開催が行われないのがその理由である。（夏休み前には1・2回戦しか消化されない。）そのため、大会序盤で雨天順延などがあると決勝まで最大6連戦などの過密な日程が組まれることもあり、選手への負担増加など問題は多い。
- 毎年のように順延し、過密な日程を強いられることから県高野連にも開幕の前倒しや平日開催などを求める声は多いものの、県教育委員会や校長会の意向で、期末試験前の開催や学校がある期間の平日開催は行われないでいる。（東海地方では夏休み前は平日開催されない県が多い。）
- 2019年（令和元年）は、上記の過密日程を避けるためか、雨天延期日ではあるものの、7月9日(火)・16日(火)・17日(水)の平日に試合が行われた。

## 2代表時の地域区分
- 東愛知 - 三河地方と尾張のうち知多地域（東海市、大府市、半田市、常滑市、知多市、知多郡）の参加各高等学校[3]
- 西愛知 - 知多地域を除く尾張地区の参加各高等学校[3]

## 歴代代表校
愛知代表校の全国大会成績については「全国高等学校野球選手権大会 (愛知県勢)」を参照
| 年度                  | 県勢参加 | 代表校（出場回数）           | 決勝スコア         | 準優勝校   | 全国大会      |
| --------------------- | -------- | ---------------------------- | ------------------ | ---------- | ------------- |
| 東海大会              |          |                              |                    |            |               |
| 1915年（第1回大会）   | 2校      | 山田中（三重）               | 5-4                | 愛知四中   | -             |
| 1916年（第2回大会）   | 3校      | 愛知四中（初出場）           | 5-4                | 愛知一中   | 1回戦         |
| 1917年（第3回大会）   | 8校      | 愛知一中（初出場）           | 14-1               | 愛知二師範 | 優勝          |
| 1918年（第4回大会）   | 4校      | 愛知一中（2年連続2回目）     | 13-3               | 明倫中     | （中止）      |
| 1919年（第5回大会）   | 4校      | 愛知一中（3年連続3回目）     | 19-1               | 岐阜中     | 1回戦         |
| 1920年（第6回大会）   | 6校      | 愛知一中（4年連続4回目）     | 7-1                | 四日市商   | ベスト8       |
| 1921年（第7回大会）   | 9校      | 明倫中（初出場）             | 3-0                | 愛知五中   | 2回戦（初戦） |
| 1922年（第8回大会）   | 11校     | 名古屋商（初出場）           | 9-3                | 明倫中     | 1回戦         |
| 1923年（第9回大会）   | 13校     | 愛知一中（3年ぶり5回目）     | 19-2               | 岐阜師範   | 2回戦（初戦） |
| 1924年（第10回大会）  | 18校     | 愛知一中（2年連続6回目）     | 9-0                | 熱田中     | 2回戦（初戦） |
| 1925年（第11回大会）  | 19校     | 愛知一中（3年連続7回目）     | 12-1               | 熱田中     | 2回戦（初戦） |
| 1926年（第12回大会）  | 20校     | 愛知商（初出場）             | 15-4               | 愛知一中   | 1回戦         |
| 1927年（第13回大会）  | 17校     | 愛知商（2年連続2回目）       | 7-0                | 津中       | ベスト4       |
| 1928年（第14回大会）  | 20校     | 愛知商（3年連続3回目）       | 8-7                | 愛知一中   | ベスト8       |
| 1929年（第15回大会）  | 24校     | 愛知一中（4年ぶり8回目）     | 13-1               | 豊橋中     | 1回戦         |
| 1930年（第16回大会）  | 28校     | 愛知商（2年ぶり4回目）       | 1-0                | 中京商     | 2回戦（初戦） |
| 1931年（第17回大会）  | 27校     | 中京商（初出場）             | 4-0                | 岐阜商     | 優勝          |
| 1932年（第18回大会）  | 27校     | 中京商（2年連続2回目）       | 2-0                | 享栄商     | 優勝          |
| 1933年（第19回大会）  | 28校     | 中京商（3年連続3回目）       | 8-0                | 岐阜商     | 優勝          |
| 1934年（第20回大会）  | 28校     | 享栄商（初出場）             | 3-2                | 岐阜商     | 2回戦         |
| 1935年（第21回大会）  | 27校     | 愛知商（5年ぶり5回目）       | 2-0                | 岡崎中     | ベスト4       |
| 1936年（第22回大会）  | 29校     | 岐阜商（岐阜）               | 2-0                | 享栄商     | -             |
| 1937年（第23回大会）  | 29校     | 中京商（4年ぶり4回目）       | 2-0                | 岐阜商     | 優勝          |
| 1938年（第24回大会）  | 28校     | 岐阜商（岐阜）               | 3-2                | 東邦商     | -             |
| 1939年（第25回大会）  | 30校     | 東邦商（初出場）             | 6-3                | 愛知一中   | 1回戦         |
| 1940年（第26回大会）  | 31校     | 東邦商（2年連続2回目）       | 7-6                | 中京商     | ベスト8       |
| 1941年（第27回大会）  | なし     | （中止）                     | （中止）           | （中止）   | （中止）      |
| 1946年（第28回大会）  | 32校     | 愛知商（11年ぶり6回目）      | 3-2                | 中京商     | 2回戦         |
| 1947年（第29回大会）  | 52校     | 岐阜商（岐阜）               | 6-0                | 岐阜一中   | -             |
| 愛知大会              |          |                              |                    |            |               |
| 1948年（第30回大会）  | 59校     | 享栄商（14年ぶり2回目）      | 5-1                | 豊橋       | ベスト8       |
| 1949年（第31回大会）  | 58校     | 瑞陵（3年ぶり7回目）         | 12-2               | 犬山       | 1回戦         |
| 1950年（第32回大会）  | 59校     | 瑞陵（2年連続8回目）         | 6-3                | 一宮       | 1回戦         |
| 1951年（第33回大会）  | 63校     | 豊橋商（初出場）             | 5-4                | 愛知       | 2回戦（初戦） |
| 1952年（第34回大会）  | 63校     | 愛知（初出場）               | 2-1                | 豊橋時習館 | 2回戦         |
| 1953年（第35回大会）  | 64校     | 中京商（16年ぶり5回目）      | 3-0                | 豊橋商     | ベスト4       |
| 1954年（第36回大会）  | 65校     | 中京商（2年連続6回目）       | 12-1               | 瑞陵       | 優勝          |
| 1955年（第37回大会）  | 66校     | 中京商（3年連続7回目）       | 4-1                | 東邦商     | ベスト4       |
| 1956年（第38回大会）  | 69校     | 中京商（4年連続8回目）       | 6-4                | 豊橋時習館 | ベスト8       |
| 1957年（第39回大会）  | 70校     | 津島商工（初出場）           | 2-0                | 中京商     | 1回戦         |
| 1958年（第40回大会）  | 69校     | 中京商（2年ぶり9回目）       | 10-1               | 愛知       | 2回戦（初戦） |
| 1959年（第41回大会）  | 72校     | 中京商（2年連続10回目）      | 3-2                | 一宮商     | 1回戦         |
| 1960年（第42回大会）  | 72校     | 享栄商（12年ぶり3回目）      | 5-2                | 豊橋工     | 1回戦         |
| 1961年（第43回大会）  | 73校     | 中京商（2年ぶり11回目）      | 6-4                | 享栄商     | ベスト8       |
| 1962年（第44回大会）  | 73校     | 中京商（2年連続12回目）      | 2-0                | 豊田西     | ベスト4       |
| 1963年（第45回大会）  | 77校     | 中京商（3年連続13回目）      | 3-1                | 一宮商     | 3回戦         |
| 1964年（第46回大会）  | 81校     | 大府（初出場）               | 3-2                | 名古屋電工 | 2回戦         |
| 1965年（第47回大会）  | 83校     | 東邦（25年ぶり3回目）        | 4-0                | 津島商工   | ベスト8       |
| 1966年（第48回大会）  | 83校     | 中京商（3年ぶり14回目）      | 4-3                | 東邦       | 優勝          |
| 1967年（第49回大会）  | 85校     | 中京（2年連続15回目）        | 6-0                | 愛知       | ベスト4       |
| 1968年（第50回大会）  | 86校     | 享栄（8年ぶり4回目）         | 6-0                | 名古屋電工 | 1回戦         |
| 1969年（第51回大会）  | 89校     | 東邦（4年ぶり4回目）         | 10-0               | 豊田西     | 1回戦         |
| 1970年（第52回大会）  | 91校     | 東邦（2年連続5回目）         | 1-0                | 中京       | ベスト8       |
| 1971年（第53回大会）  | 95校     | 東邦（3年連続6回目）         | 2-1                | 享栄       | 1回戦         |
| 1972年（第54回大会）  | 96校     | 中京（4年ぶり16回目）        | 11-5               | 東邦       | ベスト8       |
| 1973年（第55回大会）  | 103校    | 東邦（2年ぶり7回目）         | 5-1                | 大府       | 2回戦（初戦） |
| 1974年（第56回大会）  | 106校    | 名古屋電工（初出場）         | 6-2                | 中京       | 2回戦（初戦） |
| 1975年（第57回大会）  | 112校    | 国府（初出場）               | 4-1                | 愛知       | 1回戦         |
| 1976年（第58回大会）  | 122校    | 中京（4年ぶり17回目）        | 5-0                | 岡崎工     | ベスト8       |
| 1977年（第59回大会）  | 126校    | 東邦（4年ぶり8回目）         | 6-1                | 名古屋電気 | 準優勝        |
| 1978年（第60回大会）  | 129校    | 中京（2年ぶり18回目）        | 2-1                | 東邦       | ベスト4       |
| 1979年（第61回大会）  | 138校    | 中京（2年連続19回目）        | 6-3                | 名古屋電気 | 3回戦         |
| 1980年（第62回大会）  | 145校    | 大府（16年ぶり2回目）        | 3-0                | 享栄       | 2回戦         |
| 1981年（第63回大会）  | 150校    | 名古屋電気（7年ぶり2回目）   | 3-2                | 愛知       | ベスト4       |
| 1982年（第64回大会）  | 150校    | 中京（3年ぶり20回目）        | 6-3                | 享栄       | ベスト4       |
| 1983年（第65回大会）  | 153校    | 中京（2年連続21回目）        | 3-1                | 享栄       | ベスト8       |
| 1984年（第66回大会）  | 159校    | 享栄（16年ぶり5回目）        | 4-3                | 東邦       | 1回戦         |
| 1985年（第67回大会）  | 163校    | 東邦（8年ぶり9回目）         | 8-4                | 愛工大名電 | 1回戦         |
| 1986年（第68回大会）  | 167校    | 享栄（2年ぶり6回目）         | 2-0                | 東邦       | 3回戦         |
| 1987年（第69回大会）  | 168校    | 中京（4年ぶり22回目）        | 6-3                | 東邦       | ベスト8       |
| 1988年（第70回大会）  | 171校    | 愛工大名電（7年ぶり3回目）   | 8-7                | 名城大付   | 3回戦         |
| 1989年（第71回大会）  | 172校    | 東邦（4年ぶり10回目）        | 8-0                | 豊田西     | 1回戦         |
| 1990年（第72回大会）  | 175校    | 愛工大名電（2年ぶり4回目）   | 5-4                | 中京       | 1回戦         |
| 1991年（第73回大会）  | 176校    | 東邦（2年ぶり11回目）        | 7-0                | 愛工大名電 | 1回戦         |
| 1992年（第74回大会）  | 178校    | 東邦（2年連続12回目）        | 15-5               | 中京       | ベスト4       |
| 1993年（第75回大会）  | 181校    | 享栄（7年ぶり7回目）         | 3-0                | 豊田西     | 1回戦         |
| 1994年（第76回大会）  | 181校    | 愛知（42年ぶり2回目）        | 4-0                | 名古屋第一 | 3回戦         |
| 1995年（第77回大会）  | 181校    | 享栄（2年ぶり8回目）         | 3-2                | 愛工大名電 | 2回戦         |
| 1996年（第78回大会）  | 180校    | 愛産大三河（初出場）         | 3-0                | 愛知       | 1回戦         |
| 1997年（第79回大会）  | 181校    | 豊田大谷（初出場）           | 9-5                | 豊橋南     | 2回戦         |
| 1998年（第80回大会）  | 東83校   | 豊田大谷（2年連続2回目）     | 5-0                | 大府       | ベスト4       |
| 1998年（第80回大会）  | 西94校   | 愛工大名電（8年ぶり5回目）   | 16-13              | 東邦       | 1回戦         |
| 1999年（第81回大会）  | 179校    | 東邦（7年ぶり13回目）        | 3-0                | 愛工大名電 | 1回戦         |
| 2000年（第82回大会）  | 181校    | 中京大中京（13年ぶり23回目） | 11-3               | 豊田西     | 2回戦         |
| 2001年（第83回大会）  | 185校    | 弥富（初出場）               | 9-7                | 豊田西     | 1回戦         |
| 2002年（第84回大会）  | 186校    | 東邦（3年ぶり14回目）        | 4-2                | 中京大中京 | 2回戦         |
| 2003年（第85回大会）  | 186校    | 愛工大名電（5年ぶり6回目）   | 3-0                | 豊川       | 2回戦（初戦） |
| 2004年（第86回大会）  | 188校    | 中京大中京（4年ぶり24回目）  | 6-4                | 豊川       | ベスト8       |
| 2005年（第87回大会）  | 187校    | 愛工大名電（2年ぶり7回目）   | 9-0                | 豊田大谷   | 1回戦         |
| 2006年（第88回大会）  | 188校    | 愛工大名電（2年連続8回目）   | 4-0                | 愛産大三河 | 1回戦         |
| 2007年（第89回大会）  | 184校    | 愛工大名電（3年連続9回目）   | 7-5                | 中京大中京 | 1回戦         |
| 2008年（第90回大会）  | 東84校   | 大府（28年ぶり3回目）        | 3-1                | 成章       | 1回戦         |
| 2008年（第90回大会）  | 西100校  | 東邦（6年ぶり15回目）        | 12-9               | 愛知啓成   | 3回戦         |
| 2009年（第91回大会）  | 184校    | 中京大中京（5年ぶり25回目）  | 5-0                | 刈谷       | 優勝          |
| 2010年（第92回大会）  | 188校    | 中京大中京（2年連続26回目）  | 7-2                | 愛知啓成   | 2回戦         |
| 2011年（第93回大会）  | 188校    | 至学館（初出場）             | 4-3                | 愛工大名電 | 1回戦         |
| 2012年（第94回大会）  | 189校    | 愛工大名電（5年ぶり10回目）  | 3-2                | 東邦       | 1回戦         |
| 2013年（第95回大会）  | 189校    | 愛工大名電（2年連続11回目）  | 2-1                | 愛知黎明   | 1回戦         |
| 2014年（第96回大会）  | 189校    | 東邦（6年ぶり16回目）        | 4-2                | 栄徳       | 2回戦         |
| 2015年（第97回大会）  | 189校    | 中京大中京（5年ぶり27回目）  | 4-3                | 愛工大名電 | 3回戦         |
| 2016年（第98回大会）  | 190校    | 東邦（2年ぶり17回目）        | 7-2                | 愛工大名電 | 3回戦         |
| 2017年（第99回大会）  | 188校    | 中京大中京（2年ぶり28回目）  | 9-1                | 栄徳       | 1回戦         |
| 2018年（第100回大会） | 東85校   | 愛産大三河（22年ぶり2回目）  | 3-1                | 西尾東     | 1回戦         |
| 2018年（第100回大会） | 西101校  | 愛工大名電（5年ぶり12回目）  | 9-4                | 東邦       | 3回戦         |
| 2019年（第101回大会） | 188校    | 誉（初出場）                 | 8-1                | 桜丘       | 1回戦         |
| 2020年（独自大会）    | 182校    | 中京大中京（出場なし）       | 1-0                | 愛知産大工 | （中止）      |
| 2021年（第103回大会） | 179校    | 愛工大名電（3年ぶり13回目）  | 8-5                | 享栄       | 1回戦         |
| 2022年（第104回大会） | 175校    | 愛工大名電（2年連続14回目）  | 7-4                | 東邦       | ベスト8       |
| 2023年（第105回大会） | 173校    | 愛工大名電（3年連続15回目）  | 4-3                | 中京大中京 | 1回戦         |
| 2024年（第106回大会） | 173校    | 中京大中京（7年ぶり29回目）  | 7-3                | 東邦       | 2回戦         |
| 2025年（第107回大会） | 173校    | 豊橋中央（初出場）           | 6-5 （延長11回TB） | 東邦       | 2回戦（初戦） |

- 参加校数は日本高野連の発表に基づき連合チームを1校としてカウント。

## 放送体制
- メ～テレで決勝戦を中継（2012年までは準決勝以降）[4]、NHK名古屋放送局にて東海3県（愛知・岐阜・三重）向けに準決勝以降が中継される[5]。なお県内の一部のケーブルテレビでは、自社制作で各地の球場から中継を行っており、メ～テレのアナウンサーも実況に参加している[6]。
- 2009年から瀬戸市のコミュニティFM局Radio SANQでは、「スポーツスペシャル めざせ!甲子園」と題し県大会に出場する地元6校の全試合を中継（2021年まで）。
- キャッチネットワークで生中継されない地元校の試合の一部を、コミュニティFM Pitch FMで生中継（2016年まで）。
- 東海市のコミュニティFM局メディアスエフエムでは市内の高校の試合を生中継（2021年まで）。
- 2017年よりバーチャル高校野球（朝日新聞と朝日放送の共同運営）で準決勝・決勝（メ〜テレ制作）が配信され、2021年より各ケーブルテレビ制作の中継も配信される。